# Мавзолей на Хо Ши Мин
Мавзолеят на Хо Ши Мин е голям паметник на виетнамския комунистически лидер Хо Ши Мин.
Разположен е в Ханой - столицата на ръководената от него 22 години Демократична република Виетнам. Построен е на мястото, където на 2 септември 1945 г. Хо Ши Мин прочита декларацията за независимост, поставила началото на комунистическата и независима история на страната.
Строежът започва на 2 септември 1973 г., а мавзолеят е открит 3 години по-късно. Отваря врати ежедневно от 09:00 ч.

## Архитектура
Смята се, че дизайнът му е вдъхновен от мавзолея на Ленин в Москва. В мавзолея има и виетнамски архитектурни елементи като например наклонения покрив. Екстериорът е от сив гранит, а интериорът е сив и черен. Използвани е също и червен полиран камък.

## Структура
Височината му е 23 метра, а широчината – 43 м. Мавзолеят има и трибуна за официални лица, приветствани на манифестации и паради. Градините около мавзолея са с богато разнообразие на растителни видове /над 240 вида/.

## Балсамираното тяло
Тялото на Хо Ши Мин е изложено в централната зала на Мавзолея в слабо осветен саркофаг. В залата ежедневно стоят на пост виетнамски войници.
Мавзолеят бива затварян периодично за извършване на дейности по балсамирането и съхраняването на тялото на Хо Ши Мин.